# Génération fraise
La génération fraise (chinois : 草莓族 ; pinyin : Cǎoméi zú ou chinois : 草莓世代 ; pinyin : cǎoméi shìdài) est un néologisme chinois désignant les Taïwanais nés entre 1981 et 1991 qui « s'abîment facilement comme les fraises », ce qui signifie qu'ils ne peuvent pas supporter la pression sociale ou travailler dur comme la génération de leurs parents. Ce terme désigne les personnes désobéissantes, gâtées, égoïstes, arrogantes, et paresseuses au travail.

## Origine du terme
Le terme est issu de la perception selon laquelle les membres de cette génération ont grandi sous la protection de leurs parents dans un environnement de prospérité économique, de la même manière que les fraises grandissent protégées sous une serre et sont donc plus chères que d'autres fruits.
Le terme est utilisé dans les médias à Taïwan car il permet de désigner une tendance démographique ou « psychographique » en termes de comportement de consommation. La « génération fraise », tout comme la génération post-années 1980 en Chine continentale, pourrait être la contrepartie asiatique de la génération Y dans le monde occidental.

## Usage ironique

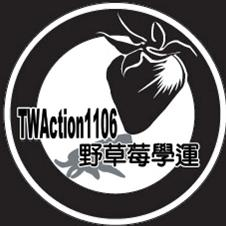
Logo officiel du Mouvement des fraises sauvages (野草莓學運).

Faisant une référence ironique à l'expression, un mouvement politique taïwanais datant de 2008 et mené par des étudiants a créé le Mouvement des fraises sauvages (chinois traditionnel : 野草莓運動). Ce mouvement a été une réponse à la visite du président de l'Association chinoise pour les relations de part et d'autre du détroit de Taïwan, Chen Yunlin, à Taïwan,. Les actions de la police firent que Chen retira le drapeau de la République de Chine et la diffusion de chanson taïwanaise. En réponse, 400 étudiants commencèrent un sit-in à Taipei (Taïwan), devant le Yuan exécutif pour protester contre la parade de Taïwan et la loi sur le rassemblement (集會遊行法).